# Черешневое (Винницкая область)
Черешневое (укр. Черешневе) — село на Украине, находится в Барском районе Винницкой области.
Код КОАТУУ — 0520285318. Население по переписи 2001 года составляет 344 человека. Почтовый индекс — 23000. Телефонный код — 4341.
Занимает площадь 0,205 км².

## Адрес местного совета
23020, Винницкая область, Барский р-н, с.Ходакы